# Manuel dos Santos Machado
Manuel dos Santos Machado (Vila Velha do Ródão, 15 de julho de 1933 — Lisboa, 15 de junho de 2013) foi um advogado e político português. Foi Presidente da Câmara Municipal de Tomar, Governador Civil de Leiria, Deputado ao Parlamento Europeu, Secretário-Geral e Vogal do Conselho de Administração do SUCH (Serviço de Utilização Comum dos Hospitais), membro do Conselho Superior do Ministério Público, membro e Substituto do Presidente da Comissão Nacional de Eleições, cargo que ocupou até ao seu falecimento.

## Biografia

### Percurso académico, social e profissional
Cumpriu o serviço militar em Angola, no princípio dos anos 50, tendo trabalhado no Rádio Clube de Angola, em Luanda. Licenciou-se em Direito, na Faculdade de Direito da Universidade de Coimbra, em 1961. Enquanto estudante, em Coimbra, foi Presidente do Teatro dos Estudantes da Universidade de Coimbra, Presidente do Conselho Fiscal da Associação Académica de Coimbra e Membro do seu Conselho Cultural. Foi, ainda, Secretário Geral da da Comissão Organizadora da VIII Delfíada (Festival Internacional de Teatro Universitário).
Foi estudante e Professor de História no Colégio Nun'Álvares de Tomar, cidade onde, após a conclusão da licenciatura em Direito, viria a fazer o seu estágio de advocacia, entre 1961 e 1963. vindo a presidir, mais tarde, em vários mandatos, à respetiva Delegação da Ordem dos Advogados.

### Atividade política e serviço público
Foi Presidente da Câmara Municipal de Tomar, entre 1971 e 1974, centrando a sua atividade na eletrificação e desenvolvimento das estruturas sanitárias da cidade, num mandato intenso com implicações em vários domínios da cidade. Foi Governador Civil de Leiria, em 1974. Depois da revolução, participou na fundação do CDS-PP (Centro Democrático Social - Partido Popular), sendo Presidente do seu Conselho Nacional de Jurisdição com todos os presidentes do partido durante a sua vida (Diogo Freitas do Amaral, Francisco Lucas Pires, Adriano Moreira, Manuel Monteiro, Paulo Portas e José Ribeiro e Castro) ocupando vários cargos no partido e sido candidato em inúmeras eleições, em Tomar, Coimbra, em Portugal e na União Europeia.
Em 1987 foi eleito Eurodeputado, cargo que ocupou até 1991, tendo sido escolhido como Porta-Voz do Partido Popular Europeu (P.P.E.) para a Política Regional, sendo o Representante do P.P.E. no intergrupo para as autarquias locais, membro da Comissão da Política Regional e do Ordenamento do Território, membro da Comissão das Relações Económicas Externas. No Parlamento Europeu destacou-se o seu trabalho, muito dele ainda por publicar, sobre o desenvolvimento regional.
Na decorrência e no reconhecimento do seu trabalho e das suas qualidades como jurista, foi ainda membro do Conselho Superior do Ministério Público e, por eleição, exerceu as funções de membro da Comissão Nacional de Eleições, em sucessivos mandatos e até ao momento da sua morte, sendo, à data, membro e Substituto do Presidente daquela Comissão.
Foi, ainda, Secretário-geral e Vogal do Conselho de Administração do SUCH - Serviço de Utilização Comum dos Hospitais.

### Atividade político-administrativa, associativa, desportiva, filantropia, de jornalismo e cultura.
Nas áreas de jornalismo e cultura, foi locutor do Rádio Clube de Angola, entre 1951 e 1954, foi Diretor do Jornal “O Templário”, Presidente da Direção e da Mesa da Assembleia Geral da Sociedade Filarmónica Gualdim Pais, Membro da União dos Amigos dos Monumentos da Ordem de Cristo, Presidente do Conselho Consultivo do Centro de Estudos de Turismo e Cultura do Instituto Politécnico de Tomar e Presidente da Mesa da Assembleia Geral da Casa do Concelho de Vila Velha de Ródão, da qual foi fundador.
Assim, foi um dos 45 sócios fundadores daquela Casa do Concelho, em assembleia geral constituinte efetuada em Lisboa no dia 18 de Março de 1989 e, desde então até à sua morte, integrou sempre os Corpos Sociais da associação, sendo o seu Presidente da Assembleia Geral desde 1999: «A sua regular presença na presidência da mesa das nossas assembleias gerais era apreciada por todos os associados presentes e caracterizada por uma condução dos trabalhos com simplicidade mas muita eficiência. Aos convívios e passeios efetuados ao nosso concelho, sempre que possível, o Dr. Manuel Machado também não costumava faltar. Eu próprio o contactava, previamente, para auscultar a sua opinião sobre alguns pormenores da viagem e especialmente sobre a ementa a escolher, recebendo, como resposta, quase sempre o seguinte: - Oh! Presidente - era assim, amigavelmente, que ele me tratava - olhe que não vamos comer lá lombo de porco assado ou bifinhos com cogumelos. Isto comemos nós cá em Lisboa, todos os dias. Eu já sabia o que ele pretendia, era que eu escolhesse um dos pratos típicos do nosso concelho, que ele muito apreciava: “Sopas de Peixe do Rio”, “Sopa de Boda” e “Salada de Almeirão com Morcela Assada”. Naturalmente, não esquecendo a sobremesa, também da região: “arroz doce” e “tigelada”. Aqui fica expressa a nossa lembrança e o nosso reconhecimento a este nosso amigo. Que descanse em paz».
Foi Diretor Administrativo dos Serviços Municipalizados de Coimbra, Advogado–Sindico da Câmara Municipal de Tomar e Assessor Jurídico do Instituto Politécnico de Tomar.
Na área desportiva, foi Presidente da Associação de Futebol de Santarém (em representação do União de Tomar), foi Membro do Conselho Geral do União de Tomar, foi Presidente da Assembleia Geral do Sporting Club de Tomar, foi Presidente do Conselho Jurisdicional da 1.ª Associação de Pesca Desportiva e Presidente do Conselho Jurisdicional da Federação Portuguesa de Tiro com Arco.
Na área da assistência, filantropia e serviços, em Tomar, foi Mesário da Santa Casa da Misericórdia de Tomar, Vice-Presidente da Assembleia Geral do Centro de Assistência Social e Presidente do Lions Clube, sendo Governador de Distrito dos Lions Clubes e Presidente do Conselho de Administração da Fundação dos Lions de Portugal. Foi ainda Representante dos Lions europeus no Conselho da Europa (em Estrasburgo), Vice-Presidente dos Foruns Europeus de Lions Clubes de Aahrus (Dinamarca) e Gotemburgo (Suécia) e Presidente do Fórum Europeu de Lisboa.

### Família e vida pessoal
Foi casado com Maria Emília Santos Gallo Teodósio Santos Machado, docente nos Agrupamentos de Escolas de Lisboa, teve uma filha, quatro filhos e dezassete netos. Manteve escritório de advocacia em Tomar e em Lisboa até à sua morte. Viveu em Cascais e dizia que a sua vida "tinha seguido o curso do Tejo: português desde as Portas do Ródão, a reabastecer-se no Zêzere e com a sua foz em Lisboa". Viveu em Cascais, sendo transferido para o hospital em Lisboa, onde viria a morrer. O seu funeral foi marcado por despedidas de amigos dos mais diversos quadrantes políticos, sociais e geográficos, ilustrando a sua vida e relações, do norte ao sul, da esquerda à direita, dos mais jovens aos mais velhos.

## Ideologia e reconhecimentos
Foi sempre um construtor de pontes, afirmando-se como político português de direita, conservador e liberal, na esteira de Adelino Amaro da Costa, Diogo Freitas do Amaral, João Morais Leitão, Francisco Lucas Pires ou Adriano Moreira. Apesar de ter ocupado cargos públicos e políticos nos dois regimes, afirmou-se sempre principalmente como advogado, sendo reconhecido pelos seus pares, da esquerda à direita e reconhecido pela Ordem dos Advogados com medalha de mérito, em 2013.
A Comissão Nacional de Eleições (CNE), de que era Vice-Presidente, fez um comunicado especial a propósito do seu falecimento em pleno exercício de funções (que mantinha escrupulosamente, tendo apenas estado ausente, por doença, no dia 11, escassos dias antes de partir). A CNE afirmou que «A perda sentida nestas circunstâncias assume, porém, um maior e mais profundo significado quando dela resulta, para os sobrevivos, a responsabilidade acrescida de manter o convívio necessário entre pessoas com perspetivas e objetivos diversos, por vezes antagónicos, a dedicação, a isenção, o sentido de equilíbrio e de justiça que, com a presença e a ação do Dr. Manuel Machado, sempre pareceram brotar naturalmente e quase sem esforço. Bem haja». Esta deliberação foi aprovada por unanimidade na reunião plenária de 18 de junho de 2013 e foram recebidas mensagens de condolências do Partido Comunista Português, do Partido Ecologista «Os Verdes» e outras em nome individual.
Quatro dias após a sua morte, em 19 de junho de 2013, foi aprovado, por unanimidade, na Assembleia da República, um voto de pesar em sua homenagem, com um minuto de silêncio também unânime.

## Atividade no Parlamento Europeu

### Política Regional
- Desempenhou das funções de coordenador e porta-voz do P.P.E. na respetiva Comissão Parlamentar, com o exercício interino da sua presidência, em diversas ocasiões;
- Participação ativa na nova Regulamentação dos Fundos Estruturais, sendo autor de 57 propostas de alteração dos seguintes Regulamentos:

1. Regulamento-quadro dos Fundos Estruturais
2. Regulamento de coordenação dos Fundos Estruturais
3. Regulamento Específico do F.E.D.E.R.
4. Regulamento Específico do F.S.E.
5. Regulamento Específico do F.E.O.G.A.

- Intervenção de fundo e defesa das posições do P.P.E., entre outros, dos  seguintes assuntos:

1. Ainda quanto aos Fundos Estruturais:
  1. As técnicas de financiamento no quadro dos F.E.;
  2. As Rotações dos F.E.;
  3. As políticas  de  acompanhamento  e  a Reforma dos F.E.
2. O programa RENAVAL:
  1. A crise das indústrias de construção e reparação navais;
  2. A definição da zona de Setúbal, como zona prioritária de atuação.
3. Um programa integrado de desenvolvimento para Portugal.
4. A política regional e os movimentos migratórios – os problemas dos trabalhadores migrantes.
5. Um programa de desenvolvimento para as regiões fronteiriças entre Portugal e Espanha.
6. Criação e desenvolvimento de Centros de Empresa e de Inovação.
7. Análise do Relatório periódico da Comissão sobre a situação sócio-económica das Regiões.
8. A política regional comunitária e o papel das Regiões.
9. O impacto das infraestruturas e do sector terciário sobre o desenvolvimento regional.
10. Debate sobre o programa da Comissão para 1989 - a política regional.

- Autoria dos seguintes relatórios:

1. As sociedades de política regional (SDR’s) como componentes da política regional.
2. O impacto, nos países menos prósperos da Comunidade, da reforma da política agrícola comum (PAC).

### Política de Cultura e Educação
1. O ensino da música na Comunidade-defesa do apoio às Bandas Filarmónicas.
2. A ação cultural na Comunidade.
3. Salvaguarda do património arquitetónico da Comunidade.

### Política Internacional e de Relações Externas
Foi responsável pela elaboração e estabelecimento de Protocolos com a República de Chipre, Protocolos com a República de Malta, pelo acompanhamento das relações entre a C.E.E. e a República de Malta, Tendo desempenhado as funções de 1.º Vice-Presidente da Comissão interparlamentar para as Relações com a República de Malta. Acompanhou ainda a visita do Sr. Arafat ao Parlamento Europeu e foi Observador da União Europeia às primeiras eleições russas.

### Política de Pescas
No domínio das Pescas, foi responsável pelo desenho do Acordo das Pescas CEE/Marrocos e pela política comunitária para a indústria conserveira.

### Foi ainda autor ou coautor, entre outras, das seguintes Propostas de Resolução ao Parlamento Europeu:
- Ações comunitárias de luta contra a droga.
- Ajudas aos pescadores de Espanha e Portugal na falta de um acordo de pescas CEE/Marrocos.
- Os problemas da poluição dos mares.
- Segurança dos trabalhadores nos locais de trabalho.

### No âmbito do funcionamento do grupo parlamentar do P.P.E.:
- Foi Membro da Comissão para negociações de voto com os outros grupos parlamentares.
- Foi Membro da Comissão para elaboração do programa eleitoral do P.P.E. para as eleições europeias.
- Foi Membro da Comissão redatora do manifesto eleitoral.
- Foi Orador nas Jornadas de Estudo em Galway (Irlanda) abordando o tema "A Reforma dos Fundos Estruturais".